# جامعة فالي فورج
جامعة فالي فورج (بالإنجليزية: University of Valley Forge)‏، هي كلية فالي فورج المسيحية سابقًا، وهي جامعة أمريكية مدة الدراسة فيها أربع سنوات، تقع في فينكسفيل، بنسلفانيا، على بعد 14.2 كم من متنزه فالي فورج التاريخي الوطني. وهي تابعة لجمعيات الله. تقدم الكلية العديد من برامج البكالوريوس والماجستير.

## بيان المهمة
لإعداد الأفراد لحياة الخدمة والقيادة في الكنيسة وفي العالم.

## التاريخ
بدأت جامعة فالي فورج كمدرسة صيفية للكتاب المقدس في معسكرات منتزه مارانثا، في غرين لاين، بنسلفانيا، في عام 1932م. كانت موجودة لتدريب القساوسة، والتبشير، والمبشرين، وعمال التعليم المسيحي والعاملين العاديين.  نمت مدرسة الكتاب المقدس الصيفية لتصبح مدرسة دائمة للكتاب المقدس، وفي عام 1939م استأجرها كمدرسة مارانثا للكتاب المقدس. نتج عن عمليات الدمج مع معهد بيولا هايتس للكتاب المقدس ومعهد ميتروبوليتان للكتاب ومعهد نيو إنجلاند للكتاب ومدرسة باين كريست للكتاب المقدس، وتغير الاسم إلى معهد الكتاب المقدس الشرقي ثم معهد نورث إيست للكتاب المقدس. انتقلت الجامعة في عام 1976م إلى الحرم الجامعي لمستشفى فالي فورج السابق في فينكسفيل، بنسلفانيا.
تضم المدرسة اليوم أكثر من 500 طالب، وتقدم 50+ برنامج للطلاب الجامعيين وسبعة برامج للدراسات العليا. في صيف عام 2002م حصلت الكلية على الاعتماد من رابطة الولايات الوسطى للكليات والمدارس.
حدثت تغييرات كبيرة في الحرم الجامعي مع تجديدات كبيرة وبناء جديد. انتهي من أحدث مبنى وهو قاعة كادوني في خريف عام 2007م.
غيرت كلية فالي فورج كريستيان اسمها رسميًا إلى جامعة فالي فورج وذلك في 16 سبتمبر 2014م.

## الاعتماد الأكاديمي
جامعة فالي فورج معتمدة من قبل رابطة الولايات الوسطى للكليات والمدارس، وهي وكالة اعتماد مؤسسي معترف بها من قِبل وزير التعليم بالولايات المتحدة ولجنة الاعتراف بالاعتماد ما بعد الثانوي. تحمل الكلية عضوية تابعة مع مجلس الكليات والجامعات المسيحية، وهي جمعية دولية للتعليم العالي تضم الكليات والجامعات المسيحية.

## أكاديميات
ووفق على جامعة فالي فورج من قبل وزارة التعليم في كومنولث بنسلفانيا لمنح درجة ماجستير في الآداب، وبكالوريوس في الآداب، وبكالوريوس في الموسيقى، وبكالوريوس في التربية الدينية، وبكالوريوس في العلوم، وبكالوريوس في العمل الاجتماعي، ودبلوم مشارك في الفنون، وتعليم جزئي للعلوم.

### درجة الماجستير
- القيادة المسيحية (ماجستير)
- الوسائط الرقمية (ماجستير)
- تكنولوجيا الموسيقى (ماجستير)
- القيادة التنظيمية (ماجستير)
- اللاهوت (ماجستير)
- دراسات العبادة (ماجستير)

### درجة البكالوريوس
الفنون والعلوم
- اللغة الإنجليزية وآدابها

علم السلوك
- العدالة الجنائية
- الاستشارة الرعوية
- علم النفس - الاستشارة
- علم النفس - علاج الخيول
- علم النفس - الصناعي/التنظيمي
- الخدمة الاجتماعية

أعمال
- إدارة الأعمال - المحاسبة
- إدارة الأعمال - الأعمال العامة
- أعمال عالمية
- الموارد البشرية
- الإدارة
- الدراسات الريادية - التصوير الفوتوغرافي
- دراسات ريادة الأعمال - تسجيل الفنون
- دراسات ريادة الأعمال - الوسائط الرقمية
- الدراسات الريادية - إنتاج الفيديو
- الدراسات الريادية - كبار صناعة الكبار
- الدراسات الريادية - صناعة الطفولة المبكرة
- الإدارة الرياضية

كهنوت الكنيسة
- دراسات الكتاب المقدس
- وزارة الطفل
- التربية المسيحية
- الوزارات المسيحية
- وزارات المسيحية على الإنترنت - المسار الميداني
- الوزارات المسيحية على الإنترنت
- الدراسات الأسرية
- وزارة الرعوية
- وزارة الرعوية - زرع الكنيسة
- وزارة الرعوية - الوعظ
- وزارة كبار البالغين
- الدراسات اللاهوتية - اللغات الكتابية
- الدراسات اللاهوتية - الدراسات التوراتيه
- الدراسات اللاهوتية - الفلسفة والدين
- وزارة الشباب

وزارة الدفاع
- وزارات الصم
- ثقافة الصم

الاتصالات الإعلامية الرقمية
- دراسات الوسائط الرقمية
- الوسائط الرقمية - تصميم الجرافيك
- الوسائط الرقمية - التصوير الفوتوغرافي
- الوسائط الرقمية - فنون التسجيل
- الوسائط الرقمية - إنتاج الفيديو
- الوسائط الرقمية - تصميم المواقع
- إدارة وسائل التواصل الاجتماعي

التعليم
- الطفولة المبكرة (ما قبل الروضة - 4) - شهادة العامة
- الطفولة المبكرة (ما قبل الروضة - 4) - شهادة خاصة
- الطفولة المبكرة (مرحلة ما قبل الروضة - 4) - غير معتمدة
- المستوى المتوسط (4-8) القراءة / فنون اللغة الإنجليزية - الشهادة العامة
- المستوى المتوسط (4 - 8) القراءة / فنون اللغة الإنجليزية - شهادة خاصة
- المستوى المتوسط (4-8) القراءة / فنون اللغة الإنجليزية - غير معتمدة
- تعليم اللغة الإنجليزية الثانوي (7 - 12) - شهادة عامة
- تعليم اللغة الإنجليزية الثانوي (7-12) - شهادة خاصة

الدراسات بين الثقافات
- الاتصالات بين الثقافات
- دراسات الثقافات - الخدمة العالمية
- دراسات الثقافات - الدراسات الإسلامية
- دراسات الثقافات - الإنسانية
- الدراسات الحضرية

موسيقى
- موسيقى الكنيسة
- تعليم الموسيقى - دور فعال - شهادة عامة
- تعليم الموسيقى - دور فعال - شهادة خاصة
- التربية الموسيقية - كورالي - شهادة عامة
- التربية الموسيقية - كورالي - شهادة خاصة
- أداء الموسيقى - الكلاسيكية
- أداء الموسيقى - المعاصرة
- إنتاج موسيقي
- العبادة الرائدة

القصر الأكاديمي
- لغات الكتاب المقدسأ
- أعمال
- وزارة الطفل
- موسيقى الكنيسة
- وسائل الإعلام الرقمية
- تعليم الطفولة المبكرة
- اللغة الإنجليزية وآدابها
- التاريخ
- دراسات الثقافات
- عرض موسيقي
- تكنولوجيا الموسيقى
- الاستشارة الرعوية
- الوعظ
- التعليم الثانوي
- وزارة كبار البالغين
- الخدمة الاجتماعية
- اللاهوت
- الدراسات الحضرية
- وزارة الشباب

## الألعاب الرياضية
تُعد فرف فورج فالي -الملقبة بالرياضيين الوطنيين- جزءًا من المستوى الثالث للرابطة الوطنية لألعاب القوى، التي تتنافس بشكل أساسي باعتبارها مدرسة مستقلة. تشمل الرياضات الرجالية البيسبول وكرة السلة والعاب القوى والجولف وكرة القدم. في حين تشمل الرياضات النسائية كرة السلة، كرة القدم، الكرة اللينة والكرة الطائرة.

## حرم فرجينيا
تدير الكلية حرمًا صناعيًا معتمدًا بالكامل في كنيسة المسيح في وودبريدج، فرجينيا.  يمكن للطلاب الذين يدرسون في هذا الحرم الجامعي الحصول على شهادات في بعض المقررات الدراسية نفسها كتلك الموجودة في حرم جامعة فالي فورج الرئيسي.

## وصلات خارجية
- جامعة فالي فورج
- الحرم الجامعي بجامعة فالي فورج نسخة محفوظة 9 فبراير 2012 على موقع واي باك مشين.
- جامعة فالي فورج لألعاب القوى
- وزارات الأطفال جامعة اون لاين
- مجلس الكليات والجامعات المسيحية